# 소련 초기의 초인플레이션
소련 초기의 인플레이션은 초기 소비에트 러시아 시대에 있던 초인플레이션이며 초기 소비에트 연방에서 1917년 11월 볼셰비키 혁명 초기부터 7년 동안 통제할 수 없었던 인플레이션이다. 새로운 경제 정책으로 인플레이션 위기는 1924년 3월에 국가의 표준 통화로 소련 루블이 도입되면서 효과적으로 종료되었다.

## 같이 보기
- 바이마르 공화국의 초인플레이션
- 소련 루블